# Gohan
Le gohan (御飯) est le riz cuit à l'eau à la japonaise, il signifie également « repas » en japonais. À ce titre, il est l'équivalent du pain des Occidentaux.
Ce riz est préparé à partir de riz rond japonais cuit sans aucun condiment. Il est traditionnellement consommé dans un bol, en même temps que l'ensemble des plats disponibles sur la table.
Pour la préparation des sushis, on lui rajoute un mélange de vinaigre de riz, de sucre et de sel.

## Cuisson dugohan

### Avec l'autocuiseur

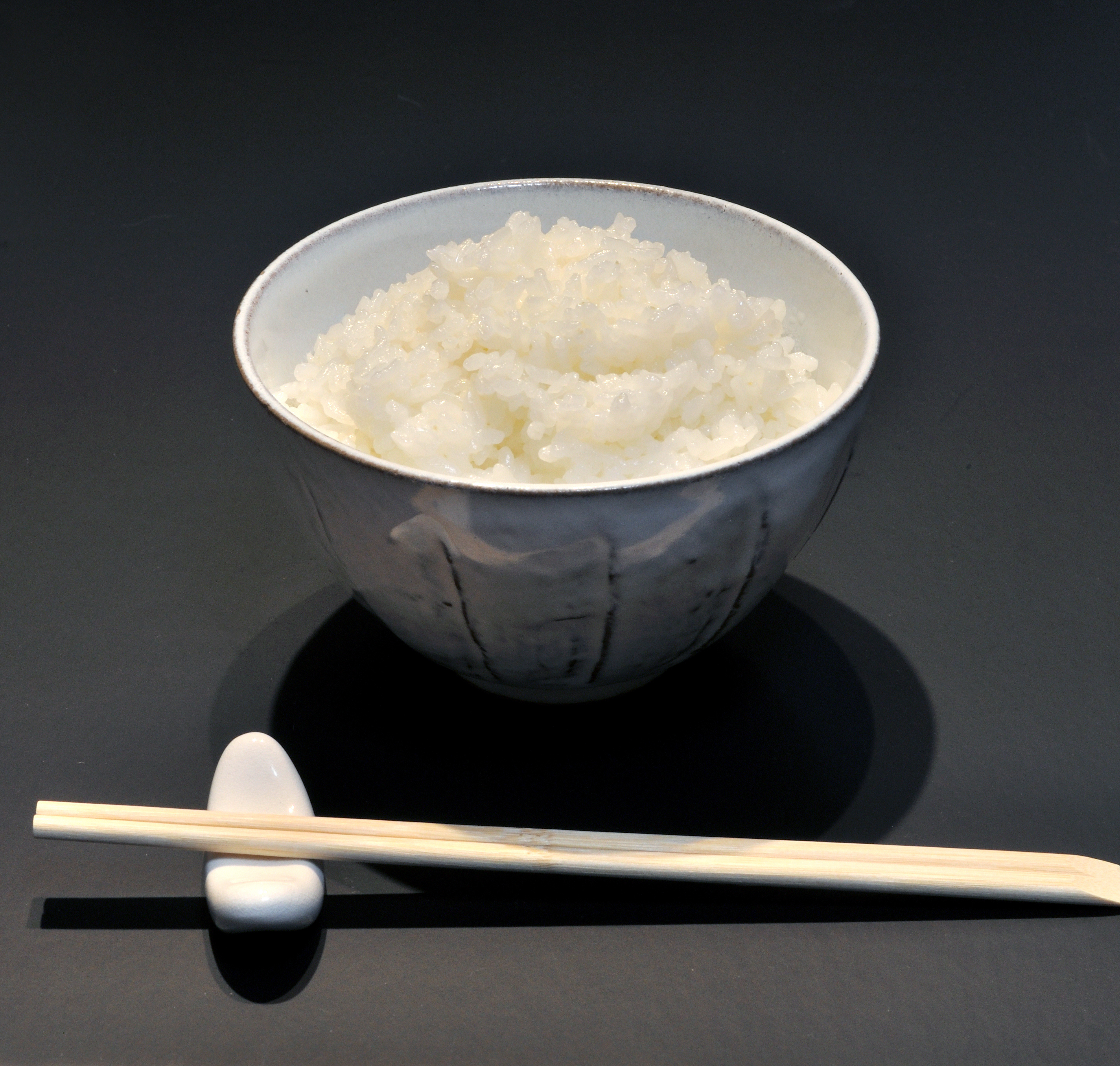
Gohan.

Les foyers japonais et chinois sont presque tous équipés d'un ou plusieurs cuiseurs de riz programmable qui cuisent le riz et le maintiennent chaud . Ces ustensiles de cuisine existent sous des versions sophistiquées qui offrent divers modes de cuisson.
La préparation est simple : une fois le riz lavé, s'il s'agit d'un riz nécessitant un lavage, et éventuellement trempé (30 minutes environ), il suffit d'une simple pression sur le bouton marche et une heure d'attente pour la cuisson lente donnant le meilleur résultat. Il est conseillé d'attendre un quart d'heure supplémentaire après le signal de fin de cuisson.

### Cuisson dans une cocotte en fonte
Cette méthode est également courante pour obtenir un beau riz blanc. Le riz lavé et trempé 30 minutes est mis dans une cocotte en fonte avec un volume d'eau égale à celui du riz. On ferme le couvercle et porte à ébullition à feu fort, dès qu'on reconnait l’ébullition à la vapeur qui sort du couvercle, réduire le feu au minimum et cuire 10 à 13 minutes. On laisse reposer la cocotte chaude hors du feu 10 à 15 minutes. Pendant ces opérations, il ne faut pas ouvrir le couvercle. Aérer le riz fumant avec une spatule en soulevant délicatement, refermer le couvercle et attendre 5 minutes avant de servir.

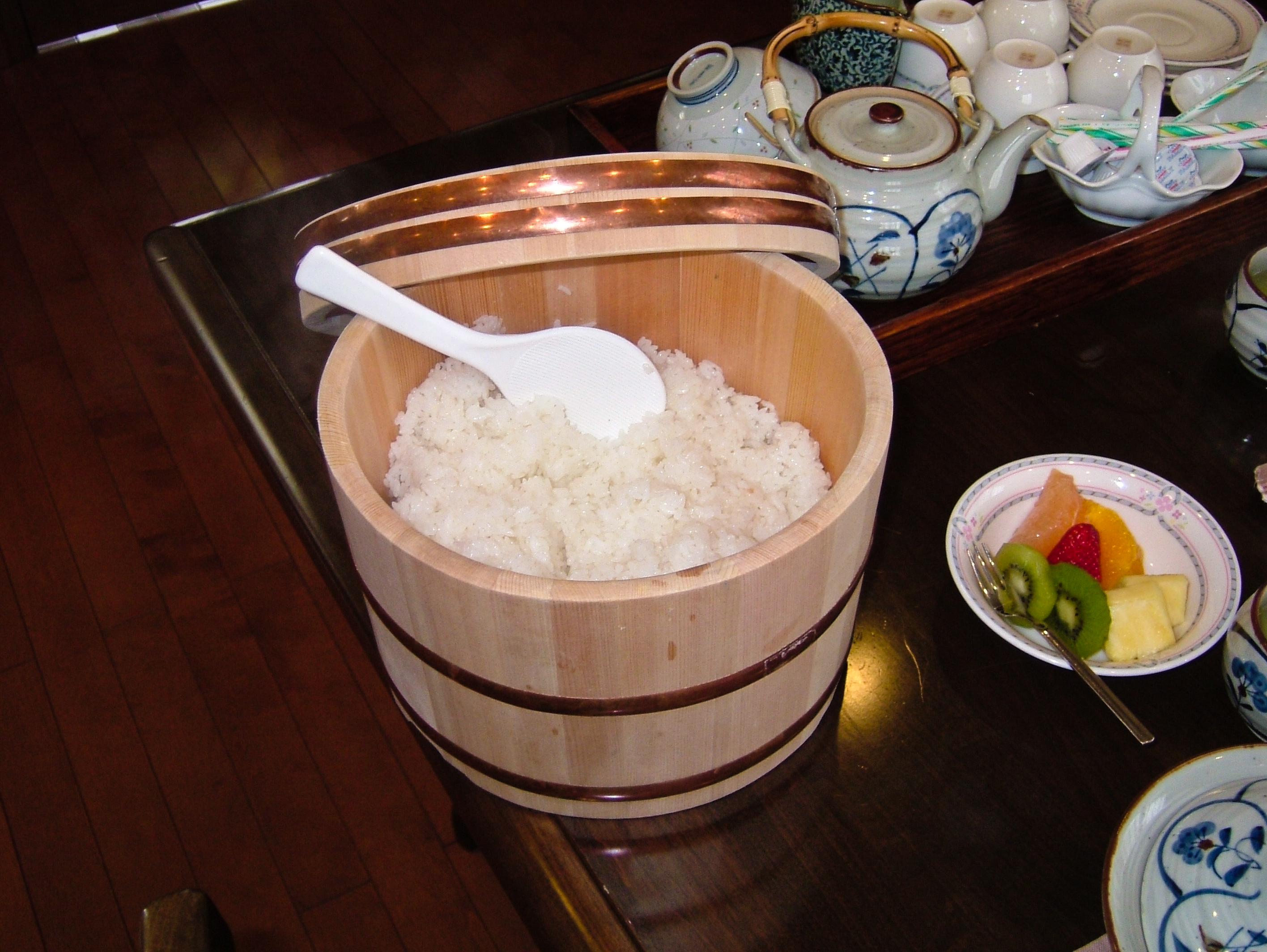
Riz servi dans un récipient en bois japonais appelé ou.